# Interactive Advertising Bureau
Pour les articles homonymes, voir IAB.
L’Interactive Advertising Bureau (ou IAB) est une organisation regroupant les acteurs de la publicité sur Internet et dont le but est de développer des normes, mener des recherches (par exemple sur les outils d'évaluation de l'efficacité de la publicité), et fournir un soutien juridique aux acteurs de l'industrie qu'elle représente. 

## Histoire
Fondée en 1996, le siège de l'IAB est à New York.
L'IAB Europe, créée en 1997, fédère actuellement 16 associations IAB sur le vieux continent. 
Une branche française a été créée en 1998 : IAB France, qui compte à l'heure actuelle 141 sociétés membres. 
Les missions de l'IAB France : 
- structurer le marché de la communication sur Internet
- favoriser son usage
- optimiser son efficacité.

Nicolas Rieul, directeur général de Criteo France, est président de l'IAB France, depuis 2020. 

Il succède à Jérôme de Labriffe (2004-2014), à David Lacombled (2014-2018) et à Frédéric Olivennes (2018-2020).
La branche britannique, également fondée en 1997, ne se  nomme pas Interactive Advertising Bureau, mais bien Internet Advertising Bureau.

## Création de standards et format de publicité en ligne
L'IAB a été à l'origine de la création de plusieurs standards et formats de publicité internet[Lesquels ?].

## Lobbying
L'IAB mène une activité importante de lobbying pour défendre les intérêts des publicitaires.
Selon un rapport 2015 sur le coût du blocage publicitaire de PageFair et Adobe, en juin 2015, 198 millions d'internautes utilisaient des adblockers. Et cet usage aurait augmenté de 41% entre les deuxièmes trimestres 2014 et 2015. 21,8 milliards de dollars des revenus publicitaires auraient donc été bloqués en un an. Ces nouvelles ont alarmé l'industrie de l'e-publicité, conduisant rapidement l'IAB à organiser une réunion de crise à New York, relatée par le magazine Advertising Age avec un titre assez clair : « L'IAB explore ses options pour combattre les adblockers, y compris par des poursuites judiciaires. ».
Selon Open Secrets, l'IAB a un nombre de lobbyistes déclarés passé de 6 à 14 en 7 ans (de 2007 à 2014), et des dépenses de lobbying d'environ $120,000 par an de 2008 à 2011, passées à $180,000 de 2012 à 2020 (alors que le nombre de lobbyistes déclarés est descendu de 14 à 9 de 2015 à 2020. 
Après une légère baisse de dépende durant la première année de pandémie de COVID-19, les activités de lobbying déclarées ont ensuite bondi, avec 15 lobbyistes déclarés et $100,000 de frais de lobbying déclarés pour l'année 2022.

## Recherches

### Publicité en ligne
On cherche à mesurer l'efficacité des campagnes de publicité en ligne depuis la fin des années 1990, puis de la publicité ciblée, avec des résultats d'abords incertains, peu fiables ou peu précis. Alors qu'avec l'avènement du Web, cette forme de publicité prenait une  importance croissante, l'IAB a donc travaillé sur la métrique et le méthodes d'évaluation de l'efficacité de la publicité, en ligne sur l'Internet, dont en commandant (en aout 2008) une étude « indépendante des méthodologies prédominantes » sur le sujet de l'évaluation ,. Selon les résultats parus en mai 2010, en dépit d'efforts méthodologiques « une grande partie de cette recherche comporte également plusieurs aspects troublants qui mettent en péril la validité des conclusions de la plupart des études. Ces menaces - qui ne se limitent en aucun cas aux études IAE - comprennent celles associées à la validité externe et la Validité Interne des études IAE : 
- Leur validité externe est menacée principalement par les taux de réponse extrêmement faibles obtenus dans la plupart des études IAE ;
- Leur validité interne est menacée par l'utilisation quasi exclusive de modèles de recherche quasi-expérimentaux plutôt que de modèles expérimentaux classiques ;
- Leur validité globale est également menacée par un manque de preuves empiriques valides que les ajustements de pondération statistique utilisés dans la plupart des études IAE corrigent en fait adéquatement les effets de biais des diverses limites méthodologiques des études (...) on ne peut pas être sûr que les conclusions de la plupart des études de l'IAE soient bonnes ou mauvaises. ».

Lavrakas (2010) note que « le marché de l'industrie de la publicité en ligne n'a jusqu'à présent ni exigé ni voulu financer le type d'études IAE qui peuvent générer des résultats connus pour avoir une forte validité interne et une validité externe ».